# Anabarhynchus castaneus
Anabarhynchus castaneus är en tvåvingeart som först beskrevs av Frederick Wollaston Hutton 1901.  Anabarhynchus castaneus ingår i släktet Anabarhynchus och familjen stilettflugor. Inga underarter finns listade i Catalogue of Life.